# Campyloptère pampa
Pampa curvipennis
Espèce
Statut de conservation UICN

 LC  : Préoccupation mineure
Répartition géographique
Statut CITES
Le Campyloptère pampa (Pampa curvipennis) est une espèce de colibris de la sous-famille des Trochilinae.

## Répartition et sous espèces
Cet oiseau est endémique de l'Est du Mexique.
Selon la classification de référence du Congrès ornithologique international (14.1. 2024) :
- P. c. curvipennis (Deppe, 1830) — Sud-Est de San Luis Potosi, Veracruz, Nord-Est de Puebla et Nord d'Oaxaca ;
- P. c. excellens Wetmore, 1941 — Sud du Veracruz.

## Habitat
Cet oiseau habite les forêts sempervirentes humides à semi-arides, les forêts secondaires, les forêts clairsemées et les jardins de fleurs.

## Systématique
Le nom valide complet (avec auteur) de ce taxon est Pampa curvipennis (Deppe, 1830).
L'espèce a été initialement classée dans le genre Trochilus sous le protonyme Trochilus curvipennis Deppe, 1830.
Il ne faut pas confondre cette espèce avec Pampa pampa (le Campyloptère à queue large), toutes deux jadis considérées comme une seule espèce. Suivant les travaux de Gonzalez et al. (2011), l'espèce est divisée en deux, et la sous-espèce pampa devient une espèce à part entière sous le taxon Campylopterus pampa. Le Congrès ornithologique international répercute ce changement dans sa classification taxinomique version 2.8 (2011).
Pampa curvipennis a pour synonymes :
- Campylopterus curvipennis curvipennis
- Campylopterus curvipennis yucatanensis (Simon, 1921)
- Campylopterus curvipennis (Deppe, 1830)
- Trochilus curvipennis Deppe, 1830